# Episodi di Shin Chan (1994)
Questi sono gli episodi della serie anime Shin Chan mandati in onda originariamente nel 1994. Alcuni di questi episodi, quelli che nella lista presentano il titolo italiano, sono arrivati in Italia nel primo ciclo di trasmissione.
Ogni episodio è diviso in mini-episodi della durata di circa 10 minuti l'uno.

## Episodi
| Nº Ja      | Nº It   | Titolo italiano Titolo giapponese 「Kanji」 - Rōmaji | In onda           | In onda       |
| Nº Ja      | Nº It   | Titolo italiano Titolo giapponese 「Kanji」 - Rōmaji | Giapponese        | Italiano      |
| 80         | –       | 「おとし玉をもらったゾ」 - O-toshidama wo moratta zo 「おとし玉で買物だゾ」 - O-toshidama de kaimono da zo 「じいちゃん達が来たゾ」 - Jii-chan-tachi ga kita zo | 10 gennaio 1994   | —             |
| 81         | 4       | Tutti a sciare 「スキーバス旅行だゾ」 - Sukii basu ryokō da zo Si balla 「アフタースキーだゾ」 - Afutaa sukii da zo Shin acrobatico 「家族でスキーだゾ」 - Kazoku de sukii da zo | 17 gennaio 1994   | 2005-2007     |
| 81         | 4       | I tre mini-episodi sono uno la prosecuzione dell'altro e raccontano la gita tra le nevi dei bambini dell'asilo Futaba. |                   |               |
| 82         | –       | 「チコク防止作戦だゾ」 - Chikoku bōshi sakusen da zo 「マサオくんの恋だゾ」 - Masao-kun no koi da zo 「納豆ゴハンを作るゾ」 - Nattō gohan wo tsukuru zo | 24 gennaio 1994   | —             |
| 83         | –       | 「女子高で遊ぶゾ」 - Joshikō de asobu zo 「オラはエンピツしんちゃんだゾ」 - Ora wa Enpitsu Shin-chan da zo 「テレビの口まねだゾ」 - Terebi no kuchimane da zo | 31 gennaio 1994   | —             |
| 83         | –       | Shin guarda in TV una nuova serie, Enpitsu Shin-chan (エンピツしんちゃん?, Enpitsu Shin-chan), che ha per protagonista un bambino col suo stesso nome. La serie è però molto violenta ed a Misae non piace che il figlio guardi quel programma. Shin imita lo "Shin-chan della televisione", facendo infuriare la madre. |                   |               |
| 84         | –       | 「宝クジを当てるゾ」 - Takarakuji wo ateru zo 「おそうしきに行くゾ」 - O-sōshiki ni iku zo 「雪合戦で勝負だゾ」 - Yukigassen de shōbu da zo | 7 febbraio 1994   | —             |
| 85         | –       | 「オラ髪形を変えるゾ」 - Ora kamigata wo kaeru zo 「風間くんのお見舞いするゾ」 - Kazama-kun no o-mimai suru zo 「課長の家は新築だゾ」 - Kachō no ie wa shinchiku da zo | 14 febbraio 1994  | —             |
| 86         | –       | 「ハテナは誰の猫だゾ」 - Hatena wa dare no neko da zo 「耳ソージは気持ちいいゾ」 - Mimi sōji wa kimochi ii zo 「みさえの同窓会だゾ」 - Misae no dōsōkai da zo | 21 febbraio 1994  | —             |
| 87         | 6       | Palla pazza (prima parte) 「ソフトボール大会だゾ その１」 - Sofutobooru taikai da zo (sono ichi) Palla pazza (seconda parte) 「ソフトボール大会だゾ その２」 - Sofutobooru taikai da zo (sono ni) Crisi matrimoniale 「野原家のリコンだゾ」 - Nohara-ke no rikon da zo | 28 febbraio 1994  | 2005-2007     |
| 87         | 6       | I bambini della classe dei girasoli si allenano per giocare a baseball. I bambini della classe dei girasoli fanno una partita contro i bambini della classe delle rose. |                   |               |
| 88         | –       | 「ひとりでお風呂だゾ」 - Hitori de o-furo da zo 「三輪車でレースだゾ」 - Sanrinsha de reesu da zo 「バイキングを食べるゾ」 - Baikingu wo taberu zo | 7 marzo 1994      | —             |
| 89         | –       | 「美術館でゲージツだゾ」 - Bijutsukan de geejitsu da zo 「オラは風間くんだゾ」 - Ora wa Kazama-kun da zo 「部長さんを接待するゾ」 - Buchō-san wo settai suru zo | 14 marzo 1994     | —             |
| 90         | –       | 「父ちゃんが病気だゾ」 - Tō-chan ga byōki da zo 「お化粧は楽しいゾ」 - O-keshō wa tanoshii zo 「オラの弟ができたゾ」 - Ora no otōto ga dekita zo | 21 marzo 1994     | —             |
| 91         | –       | 「大江戸ランド火の巻だゾ」 - Ooedo rando hi no maki da zo 「大江戸ランド水の巻だゾ」 - Ooedo rando mizu no maki da zo 「強風でも出かけるゾ」 - Kyōfū demo dekakeru zo | 4 aprile 1994     | —             |
| 92         | –       | 「お花見はアブナいゾ」 - O-hanami wa abunai zo 「長話はメイワクだゾ」 - Nagabanashi wa meiwaku da zo 「ラーメンが急に食べたいゾ」 - Raamen ga kyū ni tabetai zo | 11 aprile 1994    | —             |
| 93         | –       | 「書道で心をめにするゾ」 - Shodou de kokoro o me ni suru zo 「こたつを片づけるゾ」 - Kotatsu o katadukeru zo 「ブリブリ映画紹介だゾ」 - Buri Buri eiga shoukai da zo | 18 aprile 1994    | —             |
| 94         | –       | 「潮干狩で勝負だゾ」 - Shiohigari de shōbu da zo 「ひさんな給料日だゾ」 - Hisanna kyūryōbi da zo 「ケチケチ大作戦だゾ」 - Kechikechi daisakusen da zo | 25 aprile 1994    | —             |
| 95         | 1       | Casa mia, casa mia 「組長とままごとだゾ」 - Kumichō to mamagoto da zo Si salvi chi può 「母ちゃんは運転免許がないゾ」 - Kaa-chan wa untenmenkyo ga nai zo Lezioni di guida 「運転免許の教習だゾ」 - Untenmenkyo no kyōshū da zo | 2 maggio 1994     | 2005-2007     |
| 95         | 1       | Il gruppo di Shin convince Enchiyou a giocare a Casa mia Casa mia, ovvero a mamma e papà, facendogli interpretare il ruolo del figlio. Misae si prepara all'esame di guida. Misae svolge l'esame di guida, non superandolo. |                   |               |
| 96         | 5       | Biscotti delle mie brame 「高級お菓子が食べたいゾ」 - Kōkyū o-kashi ga tabetai zo Come ti ricatto l'insegnante 「まつざか先生はお疲れだゾ」 - Matsuzaka-sensei wa o-tsukare da zo Tutta colpa degli avanzi 「母ちゃんの家出だゾ」 - Kaa-chan no iede da zo | 9 maggio 1994     | 2005-2007     |
| 96         | 5       | Shin cerca di trovare e prendere i biscotti che la madre gli ha nascosto. Shin insegue la signorina Matsuzaka allo scopo di vedere casa sua, senza però riuscirci. |                   |               |
| 97         | –       | 「交通ルールの特訓だゾ」 - Kōtsū ruuru no tokkun da zo 「宇宙人に会いたいゾ」 - Uchūjin ni aitai zo 「オラのサイン本だゾ」 - Ora no sain hon da zo | 16 maggio 1994    | —             |
| 98         | –       | 「衣がえをするゾ」 - Koromogae wo suru zo 「ランチは焼肉だゾ」 - Ranchi wa yakiniku da zo 「競馬場はおもしろいゾ」 - Keibajō wa omoshiroi zo | 23 maggio 1994    | —             |
| 99         | –       | 「自転車通園楽しいゾ」 - Jitensha tsūen tanoshii zo 「運転免許がとれるゾ」 - Untenmenkyo ga toreru zo 「母ちゃんとドライブだゾ」 - Kaa-chan to doraibu da zo | 30 maggio 1994    | —             |
| 100        | –       | 「良い子のしんちゃんだゾ」 - Yoiko no Shin-chan da zo 「ボウリングをするゾ」 - Bouringu wo suru zo 「サブちゃんのお世話だゾ」 - Sabu-chan no o-sewa da zo | 6 giugno 1994     | —             |
| 101        | –       | 「東京ドームへ行くゾ」 - Tōkyō doomu e iku zo 「スケバンの掟はきびしいゾ」 - Sukeban no okite wa kibishii zo 「スケバンのラブレターだゾ」 - Sukeban no raburetaa da zo | 13 giugno 1994    | —             |
| 102        | 18      | Papozzo bugiardo「父ちゃんと遊んでやるゾ」 - Tō-chan to asonde yaru zo Un sentiero per veri duri「山のぼりはつらいゾ」 - Yama nobori wa tsurai zo Frieda l'adescatrice「食品売り場は楽しいゾ」 - Shokuhin uriba wa tanoshii zo | 20 giugno 1994    | 2005-2007     |
| 103        | — 51a – | 「動物園で遊んじゃうゾ」 - Dōbutsuen de asonjau zo La vittoria di Culuculuman 「生中継に出演するゾ」 - Namachūkei ni shutsuen suru zo 「大工さんは大変だゾ」 - Daiku-san wa taihen da zo | 27 giugno 1994    | — 2005-2007 — |
| 104        | –       | 「オラ家出しちゃうゾ」 - Ora iedeshichau zo 「水泳大会がんばるゾ」 - Suiei taikai ganbaru zo 「オラはパチンコの名人だゾ」 - Ora wa pachinko no meijin da zo | 4 luglio 1994     | —             |
| 105        | –       | 「お気楽母ちゃんだゾ」 - O-kiraku kaa-chan da zo 「迷子の子ネコちゃんだゾ」 - Maigo no koneko-chan da zo 「新車を見に行くゾ」 - Shinsha wo mi ni iku zo | 11 luglio 1994    | —             |
| 106        | –       | 「いじめっ子には負けないゾ」 - Ijimekko ni wa makenai zo 「夏の海辺は楽しいゾ」 - Natsu no umibe wa tanoshii zo 「ボートで遊んじゃうゾ」 - Booru de asonjau zo | 18 luglio 1994    | —             |
| 107        | –       | 「夏休みキャンプだゾ」 - Natsuyasumi kyanpu da zo 「キャンプで肝だめしだゾ」 - Kyanpu de kimo dameshita zo 「メロンで悩んじゃうゾ」 - Meron de nayanjau zo | 25 luglio 1994    | —             |
| 108        | –       | 「父ちゃんは眠れないゾ」 - Tō-chan wa nemurenai zo 「お姉さんと雨やどりだゾ」 - Onee-san to ama yadori da zo 「アシカのショーだゾ」 - Ashika no shoo da zo | 1º agosto 1994    | —             |
| 109        | –       | 「暑い日は行水だゾ」 - Atsui hi wa gyōzui da zo 「マンガ家の助手だゾ」 - Mangaka no joshu da zo 「アクション仮面に再会だゾ」 - Action Kamen ni saikai da zo | 8 agosto 1994     | —             |
| 110        | –       | 「夏休みの絵日記だゾ」 - Natsuyasumi no enikki da zo 「市民プールは楽しいゾ」 - Shimin puuru wa tanoshii zo 「お引っ越しを手伝うゾ」 - O-hikkoshi wo tetsudau zo | 15 agosto 1994    | —             |
| 111        | 14      | Un espresso per mamma 「郵便局におつかいだゾ」 - Yūbinkyoku ni o-tsukai da zo La casa degli spiriti 「おばけ屋敷に入るゾ」 - O-bake yashiki ni hairu zo Mamma è in sciopero 「母ちゃんのストライキだゾ」 - Kaa-chan no sutoraiki da zo | 22 agosto 1994    | 2005-2007     |
| 111        | 14      | Shin va alla posta per spedire una raccomandata, ma, una volta arrivato all'ufficio postale, fa fraintendere la situazione ai lavoratori e la vicenda finisce con un nulla di risolto. La famiglia Nohara visita la casa degli spiriti in un parco di divertimenti. Misae è stanca di fare le faccende di casa senza ricevere ringraziamenti da Shinnosuke e Hiroshi, così fa lavorare in casa i due nullafacenti.                                             |                   |               |
| 112        | –       | 「ピーマンを育てるゾ」 - Piiman wo sodateru zo 「父ちゃんの禁煙だゾ」 - Tō-chan no kin'en da zo 「まつざか先生とご一緒するゾ」 - Matsuzaka-sensei to go-issho suru zo | 29 agosto 1994    | —             |
| 113        | –       | 「給食セットを洗うゾ」 - Kyūshoku setto wo arau zo 「色んなお風呂に入るゾ」 - Ironna o-furo ni hairu zo 「健康ランドで遊ぶゾ」 - Kenkō-rando de asobu zo | 5 settembre 1994  | —             |
| 114        | –       | 「迷子の世話をするゾ」 - Maigo no sewa wo suru zo 「香水は浮気のショーコだゾ」 - Kōsui wa uwaki no shōko da zo 「子供のケンカに親が出るゾ」 - Kodomo no kenka ni oya ga deru zo | 12 settembre 1994 | —             |
| 115        | 11      | Tutti a pesca 「お船でつりをするゾ」 - O-fune de tsuri wo suru zo Maledetta cervellona 「天才少女と対決だゾ」 - Tensai shōjo to taiketsu da zo Chi ti ha dato la patente? 「お車でお迎えするゾ」 - O-kuruma de o-mukae suru zo | 19 settembre 1994 | 2005-2007     |
| 115        | 11      | La famiglia Nohara va a pescare. Shinnosuke sfida, insieme a Bo, una bambina con un alto quoziente intellettivo a carte. Vista la sua intelligenza, dovrebbe essere lei a vincere, Shin-chan e Bo sono più bravi di lei. Misae va a prendere Hiroshi alla stazione, durante un giorno di pioggia, in macchina, combinando disastri, dato che non sa però guidare molto bene.                                                                                   |                   |               |
| Speciale 6 | –       | 「ぶりぶりざえもんの冒険 (雷鳴編)」 - Buriburi Zaemon no bouken (raimei hen) 「恋するよしなが先生だゾ」 - Koisuru Yoshinaga sensei da zo 「母ちゃんのヨガは危険だゾ」 - Kaachan no yoga ha kiken da zo 「木登りはトクイだゾ」 - Ki nobori ha tokui da zo 「アクション仮面絶対絶命だゾ」 - Akushon Kamen zettai zetsumei da zo 「男の旅はロマンだゾ」 - Otoko no tabi ha roman da zo 「ぶりぶりざえもんの冒険 (風雲編)」 - Buriburi Zaemon no bouken (Fūun-hen) | 26 settembre 1994 | —             |
| 116        | –       | 「本格カレーを食べるゾ」 - Honkaku karee wo taberu zo 「シロの散歩は大変だゾ」 - Shiro no sanpo wa taihen da zo 「借り物競争をするゾ」 - Karimono kyōsō wo suru zo | 3 ottobre 1994    | —             |
| 117        | –       | 「テニスで珍プレーだゾ」 - Tenisu de chin puree da zo 「みんなで家出するゾ」 - Minna de iede suru zo 「赤ちゃんとお話しするゾ」 - Akachan to ohanashi suru zo | 10 ottobre 1994   | —             |
| 118        | –       | 「ＦＡＸはおもちゃだゾ」 - FAX ha omocha da zo 「オラは天才画家だゾ」 - Ora ha tensai gaka da zo 「オラの足がこわれたゾ」 - Ora no ashi ga koware ta zo | 17 ottobre 1994   | —             |
| 119        | –       | 「いたずらカラスが来たゾ」 - Itazura karasu ga kita zo 「風間君とケンカだゾ」 - Kazama-kun to kenka da zo 「ピーマン嫌いはなおらないゾ」 - Piiman kirai wa naoranai zo | 24 ottobre 1994   | —             |
| 120        | –       | 「ボート遊びをするゾ」 - Booto asobi wo suru zo 「おかたづけはメンドーだゾ」 - O-katadzuke wa mendō da zo 「ジャンボラーメンを食べるゾ」 - Janbo raamen wo taberu zo | 31 ottobre 1994   | —             |
| 121        | 21      | Il vestito nuovo 「アイスクリームで事件だゾ」 - Aisukuriimu de jiken da zo Addio Kazama 「風間君とお別れだゾ」 - Kazama-kun to o wakare da zo Abbandonato sulla metro 「忘れられたオラだゾ」 - Wasure rare ta ora da zo | 7 novembre 1994   | 2005-2007     |
| 121        | 21      | Shin cerca di non sporcare il nuovo vestito comprato da Misae, fallendo. Shinnosuke riesce a convincere Kazama a non lasciare il Futaba per andare in una scuola per bambini intelligenti. Shin viene dimenticato da Misae sulla metro. |                   |               |
| 122        | 28      | Un sonnellino faticoso 「お昼寝するのもたいへんだゾ」 - O-hirune suru no mo taihen da zo Lo scroccone 「ゴーカにしゃぶしゃぶだゾ」 - Gōka ni shabushabu da zo Dal barbiere con papà 「父ちゃんと散髪だゾ」 - Tō-chan to sanpatsu da zo | 14 novembre 1994  | 2005-2007     |
| 122        | 28      | Misae cerca di dormire, approfittando del fatto che Shin dorme, ma viene continuamente infastidita. Shin approfitta della bontà di Moeko, la madre di Nene, mangiando un piatto costoso facendo pagare a lei. Shin ed il padre vanno da un nuovo barbiere, che, a dispetto delle aspettative, non è molto professionale. |                   |               |
| 123        | –       | 「かくれんぼで遊ぶゾ」 - Kakurenbo de asobu zo 「赤ん坊しんちゃんだゾ」 - Akanbou Shin-chan da zo 「母ちゃんのアルバイトだゾ」 - Kaa-chan no arubaito da zo | 21 novembre 1994  | —             |
| 124        | 31      | Una domenica bestiale 「松坂先生の休日だゾ」 - Matsuzaka-sensei no kyūjitsu da zo Scambio di mamme 「ネネちゃんちの子になるゾ」 - Nene-chan chi no ko ni naru zo Mamma ha perso la chiave 「おうちに入れないゾ」 - O-uchi ni irenai zo | 28 novembre 1994  | 2005-2007     |
| 125        | –       | 「女の人を追いかけるゾ」 - Onna no hito o oikakeru zo 「酔っぱらい母ちゃんだゾ」 - Yopparai kaa-chan da zo 「二次会は大好きだゾ」 - Nijikai ha daisuki da zo | 5 dicembre 1994   | —             |
| 126        | –       | 「真っ暗けは楽しいゾ」 - Makkura ke ha tanoshii zo 「見習い先生が来たゾ」 - Minarai sensei ga ki ta zo 「かわいそうなスズメだゾ」 - Kawaisōna suzume da zo | 12 dicembre 1994  | —             |
| 127        | –       | 「早めのお年賀状だゾ」 - Hayame no o nengajou da zo 「宅配便さんはご苦労だゾ」 - Takuhai bin san ha gokurou da zo 「よしなが先生のイブだゾ」 - Yoshinaga-sensei no ibu da zo | 19 dicembre 1994  | —             |
| Speciale 7 | –       | 「赤ちゃんが生まれるゾ」 - Akachan ga umareru zo 「カンタム最後の戦いだゾ」 - Kantamu saigo no tatakai da zo 「年末の大そうじだゾ」 - Nenmatsu no dai sou ji da zo 「マッチ売りのオラだゾ」 - Macchi uri no ora da zo 「忘年会で盛りあがるゾ」 - Bounenkai de moriagaru zo | 26 dicembre 1994  | —             |